# Kalisapu (Slawi)
Kalisapu is een bestuurslaag in het regentschap Tegal van de provincie Midden-Java, Indonesië. Kalisapu telt 11.323 inwoners (volkstelling 2010).